# Alnitak
Alnitak (Zeta Orionis) är en av de tre ljusstarka stjärnorna som bildar Orions bälte eller Tre vise männen, i stjärnbilden Orion. De två andra är Alnilam (Epsilon Orionis) och Mintaka (Delta Orionis).
Alnitak är en multipelstjärna med minst tre komponenter.  Den primära stjärnan är en blå superjätte av spektraltyp O9 och magnitud 2,0.  Den har två blå stjärnor som följeslagare, av magnitud 4, vilket gör den kombinerade ljusstyrkan till magnitud 1,79.
Att Alnitak var dubbelstjärna upptäcktes 1819 av den tyske amatörastronomen George K. Kunowsky.  1998 kunde medlemmar vid Lowell-observatoriet fastslå att huvudstjärnan hade en följeslagare på nära håll, något som misstänkts sedan 1970-talet.
Alnitak ligger uppskattningsvis 1200 ljusår från jorden och är 100 000 gånger ljusstarkare än solen.

## Stjärnans namn
Alnitak, som också stavats Al Nitak och Alnitah är arabiska النطاق an-niṭāq och betyder "gördel" eller "bälte".